# صف الأكاذيب
صف الأكاذيب (بالكورية: 미스터 기간제)؛ هو مسلسل كوري جنوبي من بطولة يون كيون سانغ، كيوم سا-روك وتشوي يوهوا. عرض على قناة أو سي إن من 17 يوليو حتى 5 سبتمبر 2019.

## روابط خارجية
- صف الأكاذيب على موقع IMDb (الإنجليزية)
- صف الأكاذيب على موقع كينوبويسك (الروسية)
- صف الأكاذيب على موقع قاعدة بيانات الفيلم (الإنجليزية)